# Округ Батлер (Ајова)
Округ Батлер (енгл. Butler County) је округ у америчкој савезној држави Ајова.

## Демографија
По попису из 2010. године број становника је 14.867, што је 438 (-2,9%) становника мање 2000. године.
| Група             | 2000.          | 2010.          |
| Белци             | 15.086 (98,6%) | 14.552 (97,9%) |
| Афроамериканци    | 13 (0,1%)      | 26 (0,2%)      |
| Азијати           | 31 (0,2%)      | 35 (0,2%)      |
| Хиспаноамериканци | 89 (0,6%)      | 133 (0,9%)     |
| Укупно            | 15.305         | 14.867         |